# Microrégion de Macacu-Caceribu
La microrégion de Macacu-Caceribu est une des microrégions de l'État de Rio de Janeiro appartenant à la mésorégion Métropolitaine de Rio de Janeiro. Elle couvre une aire de 1 418 km2 pour une population de 106 294 habitants (IBGE 2005) et est divisée en deux municipalités.

## Microrégions limitrophes
- Bassin de São João
- Lacs
- Nova Friburgo
- Rio de Janeiro
- Serrana

## Municipalités[1]
- Cachoeiras de Macacu
- Rio Bonito